# Longchamps, Eure
Longchamps là một xã thuộc tỉnh Eure trong vùng Normandie miền bắc nước Pháp.